# Elin Rubensson
Elin Ingrid Johanna Rubensson (Ystad, 11 de maio de 1993) é uma futebolista profissional sueca que atua como meia (pt: média). Atualmente (2023) joga pelo BK Häcken FF, clube sediado na cidade de Gotemburgo na Suécia.
Integra a Seleção Sueca de Futebol Feminino desde 2012. 

## Carreira
Elin Rubensson fez parte da Seleção Sueca de Futebol Feminino, nas Olimpíadas de 2016. 
Integrou a  Seleção Sueca de Futebol Feminino na Copa do Mundo de Futebol Feminino de 2023, tendo a Suécia ficado em 3.º lugar, e conquistado a medalha de bronze.

## Clubes
Jogou por vários clubes: 
- FC Rosengård (2010–2014)
- BK Häcken FF (2015–�)

## Títulos
Elin Rubensson conquistou vários títulos durante a sua carreira desportiva: 
- Campeonato Sueco de Futebol Feminino -  2010,  2011,   2013,  2014,   2020
- Copa da Suécia de Futebol Feminino –  2018/2019,  2020/2021
- Supercopa da Suécia de Futebol Feminino -  2012
- Campeonato Europeu de Futebol Feminino Sub-19 -  2011/2012
- Algarve Cup –  2018,  2022
- Copa do Mundo de Futebol Feminino -  2023
- Jogos Olímpicos de 2016 – Futebol feminino

## Prémios individuais
- Bola Diamante da Federação Sueca de Futebol e do jornal Sydsvenskan para a melhor meia (pt: média) do ano - 2023 [4]